# Стремсон
Стремсон  (швед. Strömsån) — мала річка на заході південної частини Швеції, у лені Вестра-Йоталанд. Довжина річки становить 30 км, площа басейну  — 256,3 км², середня витрата води — 4,5 м³/с. Впадає в затоку Богус. У гирлі річки лежить місто Стремстад.